# الناصرية (حمص)
الناصرية قرية في ناحية الفرقلس التابعة لمنطقة حمص في محافظة حمص في سوريا.